# Microrregión de Madeira
Madeira es una microrregión del Estado del Amazonas, Brasil. Se localiza en la mesorregión del Sur Amazonense. Tiene 144.204 habitantes, según estimativa del IBGE realizada en 2006 y 221.036,579 km². Es compuesta por 5 municipios:
- Apuí,
- Borba,
- Humaitá,
- Manicoré,
- Nuevo Aripuanã.

- Datos: Q2419583